# Procot
Procot is een bestuurslaag in het regentschap Tegal van de provincie Midden-Java, Indonesië. Procot telt 5724 inwoners (volkstelling 2010).